# John Bennett Perry
Pour les articles homonymes, voir Perry.
John Bennett Perry est un acteur américain né le 4 janvier 1941 à Williamstown (Massachusetts, États-Unis).
Il est le père de l'acteur Matthew Perry (Friends).

## Biographie
(octobre 2009).
Si vous disposez d'ouvrages ou d'articles de référence ou si vous connaissez des sites web de qualité traitant du thème abordé ici, merci de compléter l'article en donnant les références utiles à sa vérifiabilité et en les liant à la section « Notes et références ».
Perry est né à Williamstown (Massachusetts), de Marie Schaefer (née Bennett) et Alton L. Perry. Il s'est marié deux fois. Sa première femme était Suzanne Perry Morrison, une ancienne secrétaire de presse canadienne du premier ministre Pierre Trudeau, avec lequel il est le père de l'acteur Matthew Perry (1969-2023) ; Perry et Morrison ont divorcé avant le premier anniversaire de Matthew. Il a aussi une fille, Mia Perry, né en 1986, avec sa seconde épouse Debbie.
Il est apparu dans de nombreux films et séries télévisées, entre autres Independence Day, George de la jungle, 40 ans, toujours puceau, À la Maison-Blanche, La Loi de Los Angeles, Des jours et des vies, La Petite Maison dans la prairie, 240-Robert, Falcon Crest, Arabesque et Magnum. Il a également représenté le général Douglas MacArthur dans L'Adieu au roi.  Il est apparu aux côtés de son fils dans le film sorti en 1997 Coup de foudre et Conséquences et dans l'épisode My Unicorn de la sitcom Scrubs, jouant dans les deux cas le père du personnage joué par son fils. Il est également apparu dans un épisode de Friends (The One with Rachel's New Dress), jouant le père de Joshua, petit ami de Rachel Green.

## Filmographie
- 1972 : Bobby Jo and the Good Time Band (TV) : Jeff
- 1973 : Police Story (TV) : Sgt. Chick Torpi
- 1976 : Viol et Châtiment (Lipstick) : Martin McCormick
- 1976 : La Bataille de Midway (Midway)
- 1978 : Everyday (série télévisée)
- 1978 : Colorado ("Centennial") (feuilleton TV) : Maylon Zendt
- 1979 : 240-Robert (série télévisée) : Deputy Theodore Roosevelt "Trap" Applegate III (1979-1981)
- 1981 : A Matter of Life and Death (TV) : Shad Fleming
- 1981 : Le Justicier solitaire (The Legend of the Lone Ranger) : Capt. Dan Reid (Texas Ranger / John's older brother)
- 1981 : Only When I Laugh : Lou: an Actor
- 1982 : Tales of the Apple Dumpling Gang (TV) : Russell Donovan
- 1982 : Money on the Side (TV) : Tom Westmore
- 1983 : I Married Wyatt Earp (TV) : John Behan
- 1984 : Paper Dolls ("Paper Dolls") (série télévisée) : Michael Caswell
- 1985 : Les Amours de Claire (The Other Lover) (TV) : Peter Fielding
- 1985 : I Dream of Jeannie: 15 Years Later (TV) : Wes Morrison
- 1981 : Falcon Crest ("Falcon Crest") (série télévisée) : Sheriff Gilmore (1985-1986)
- 1987 : The Last Fling (TV) : Jason Elliot
- 1987 : Independence (TV) : Sheriff
- 1987 : Poker Alice (en) (TV)
- 1989 : She Knows Too Much (TV)
- 1989 : L'Adieu au roi (Farewell to the King) : Gen. MacArthur
- 1989 : False Witness (TV) : Dr. Stiner
- 1992 : Secrets (TV) : Dan Adams
- 1994 : Kids Killing Kids (TV) : Winston Halpern
- 1995 : Passion criminelle (Moment of Truth: Eye of the Stalker) (TV) : Duncan Emerson
- 1996 : Independence Day : Secret Service Agent
- 1996 : Étoile du soir (The Evening Star) : Sitcom Parent
- 1997 : Coup de foudre et conséquences (Fools Rush In) : Richard Whitman
- 1997 : George de la jungle (George of the Jungle) : Arthur Stanhope, Ursula's Dad
- 1998 : Circles
- 1998 : Safety Patrol (TV) : Mr. Norman Zapruder
- 1998 : Ground Control : Senator Rutherford
- 2002 : Allumeuses! (The Sweetest Thing) : Judy's Father
- 2002: Providence (TV)
- 2003: Sept à la maison (TV)
- 2003: Threat Matrix
- 2004: Scrubs (TV)
- 2005: Cuts (TV)
- 2005: Veronica Mars (TV)
- 2006: Pepper Dennis (TV)
- 2006: La Dame de cœur (TV)
- 2006: The Closer: L.A.: Enquêtes prioritaires (TV)
- 2007: Agenda
- 2007: Protecting the King
- 2008: Loaded
- 2008: Dirty Sexy Money (TV)
- 2009: Cold case - affaires classées (TV)
- 2011: Bob's New Suit
- 2011: Mr. Sunshine: (TV) Howard (épisode 13)

## Anecdotes
Dans la série Friends, il interprète le rôle du père de Joshua Bergen, le petit ami de Rachel Green lors de la saison 4, alors que dans la vie, il est le père de Matthew Perry qui joue Chandler Bing dans la série.